# Pedro Cabrita Reis
Pour les articles homonymes, voir Cabrita.
Pedro Cabrita Reis (né à Lisbonne au Portugal le 5 septembre 1956) est l’un des principaux artistes plastiques de sa génération et l’un des artistes portugais les plus reconnus au niveau international. Son œuvre embrasse une grande variété de supports - peinture, sculpture, photographie, dessin. Son travail a été exposé et est présent dans de nombreuses collections de musées nationaux et internationaux. Il vit et travaille à Lisbonne.

## Carrière
Il est diplômé de la Faculté des Beaux-Arts de l’Université de Lisbonne. Sa première exposition individuelle, «25 Desenhos» [25 Dessins], a eu lieu à la Société Nationale des Beaux-Arts, en 1981. Pendant ses années universitaires, il fonde et dirige la revue Arte Opinião [Avis artistique] (1978-1982).
En 1987, il présente sa première exposition individuelle internationale, «Anima et Macula», à la Cintrik Gallery, à Anvers, Belgique. Dès lors, il a participé à d'importantes expositions internationales, telles que documenta IX et documenta XIV, à Cassel (1992 et 2017), et aux 21e et 24e Biennales de Sao Paulo (1994 et 1998).
Pedro Cabrita Reis a également participé à diverses éditions de la Biennale de Venise: en 1995, il représente le Portugal avec Rui Chafes et José Pedro Croft; il participe à la section Aperto de la Biennale de Venise de 1997 à l’invitation de Germano Celant, et en 2003, outre sa représentation du Portugal à la Biennale de Venise, invité par Francesco Bonami, il expose par la même occasion une autre œuvre aux Giardini.
En 2009, il participe à la Xe Biennale de Lyon, Le Spectacle du Quotidien», avec l'œuvre «Les Dormeurs»,.  En 2013, de retour à Venise, il présente «A Remote Whisper» [Un murmure à distance], lors d’une exposition individuelle au Palazzo Falier.

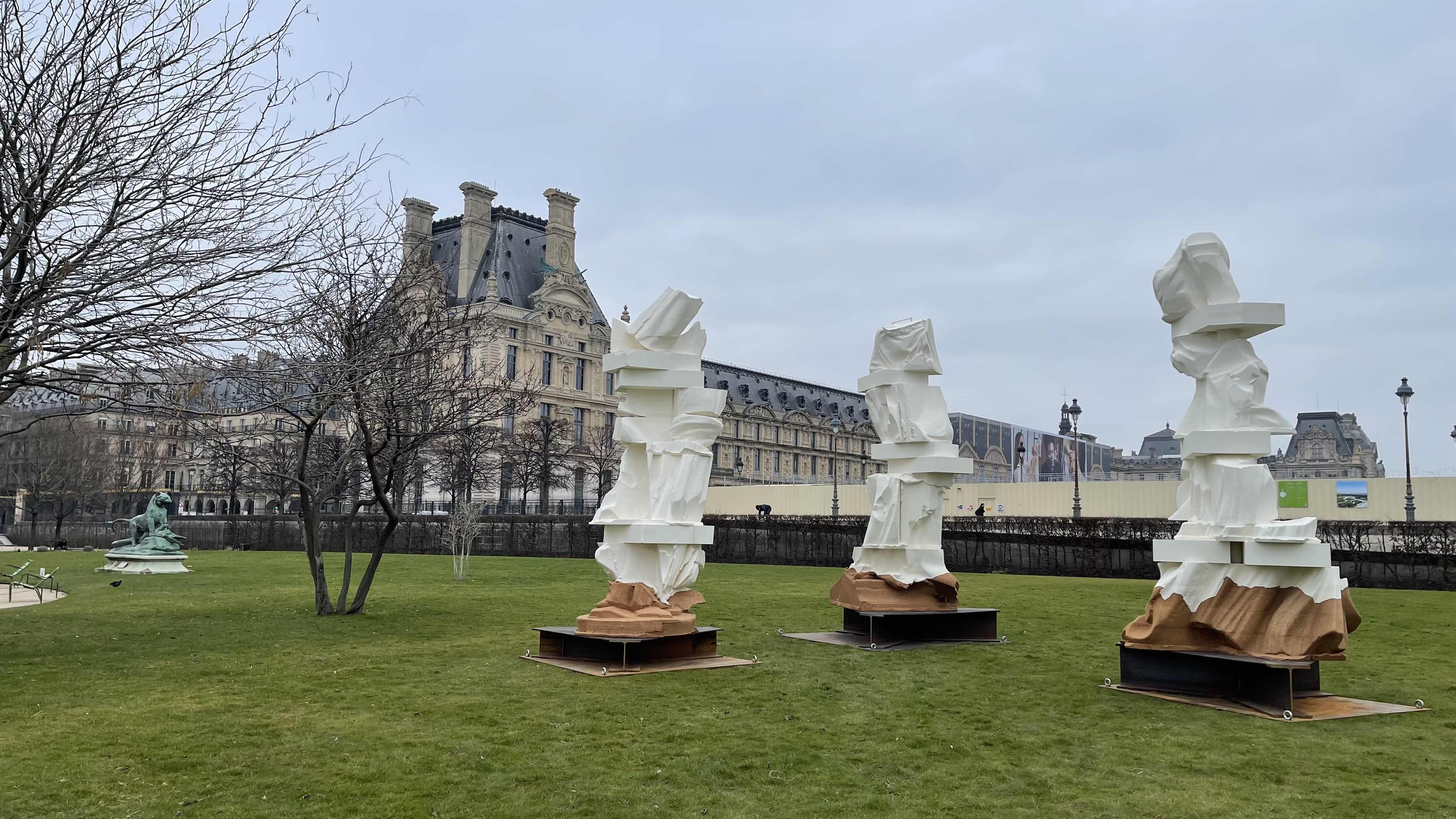
«Les Trois Grâces», Pedro Cabrita Reis (2022), Musée du Louvre

En février 2022, invité par le Musée du Louvre pour marquer l’inauguration de la Saison Croisée Portugal-France, il expose «Les Trois Grâces» dans le Jardin des Tuileries. L'œuvre comprend trois sculptures façonnées dans du liège, chacune ayant près de 4,50 m de haut et pesant 500 kilos, posées sur un socle en fer d’environ 400 kilos. En 2022, Cabrita Reis sera également à nouveau présent à Venise, à l’occasion de la 59e Biennale, où il présentera «Field» [Champ], une œuvre de grandes dimensions conçue pour l’Église San Fantin.
Le 19 mai 2024, il inaugure sa plus grande exposition personnelle, «Atelier», célébrant 50 ans de travail, une rétrospective qui rassemble plus de 1500 œuvres de sa collection personnelle réalisées depuis le début des années 1970, dont près de deux douzaines réalisées pendant le montage de l'exposition. L'exposition a occupé huit pavillons de Mitra à Lisbonne et a été visitée par 17801 personnes jusqu'au 28 juillet, date de clôture.

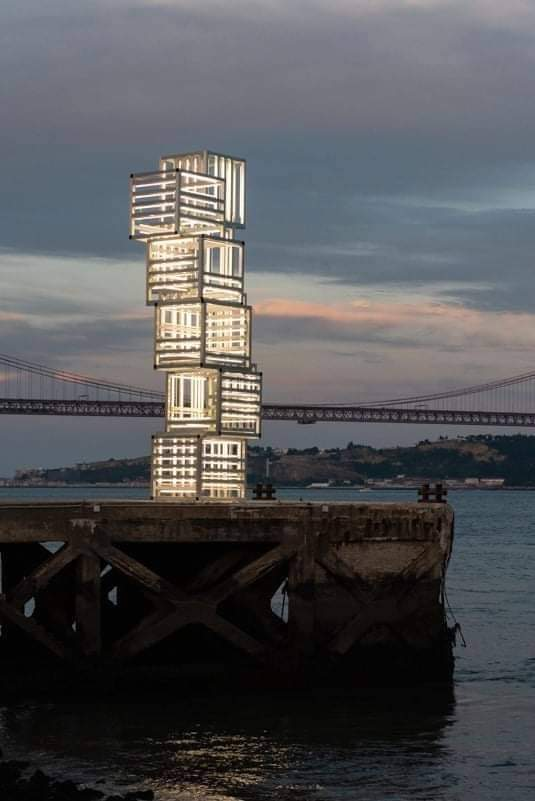
«Central Tejo», Pedro Cabrita Reis (2018), Lisbonne

Au long de sa carrière, Pedro Cabrita Reis a réalisé de nombreuses expositions individuelles et collectives et ses œuvres font partie des collections de nombreux musées nationaux et internationaux, parmi lesquels Gulbenkian, Tate Modern, The Arts Club of Chicago, Hamburger Kunsthalle, Serralves, MAAT, SMAK , Centre Pompidou, Culturgest, IVAM, CAC Málaga, Museu Berardo, Kunst Museum Winterthur, Museo Jumex, Ontario Art Gallery, MUCEM, MoMA PS1, Museo Reina Sofia.
Pedro Cabrita Reis est également l’auteur de diverses œuvres d’art public au Portugal, parmi lesquelles «Central Tejo» [Tage central], à Lisbonne (2018), «Palácio» [Palais] à Porto (2005), «Da Cor das Flores» [De la couleur des fleurs], au barrage de Bemposta, à Mogadouro (2001), «A Linha do Mar» [La ligne de la mer] à Leça da Palmeira (2019), «Castelo» [Château] à Vila Nova da Barquinha (2012) ou «Neptuno» [Neptune], à Faro (2020). Deux œuvres publiques sont par ailleurs exposées en Autriche: «Two drawings in the sky, two paintings underneath» [Deux dessins dans le ciel, deux peintures en dessous], à Vienne  (2013), et «Assembly» [Montage], à Graz (2022).
Il laisse également son empreinte dans la musique. Il a notamment signé la couverture de l’album «Acústico» [Acoustique] du musicien portugais Júlio Pereira (1994), a réalisé une aquarelle pour « Quando se ama loucamente » [Quand on aime à la folie], un album de la fadiste Aldina Duarte (2017), et est l’auteur de la couverture de l’album « Tudo recomeça » [Tout recommence], de Aldina Duarte, lancé en mars 2022.

## Collectionneur et Conservateur
À partir des années 1990, Pedro Cabrita Reis a commencé à rassembler une collection dédiée à des artistes portugais. Cette collection représente la « Génération de 90 » du XXe siècle et compte 388 œuvres de 74 artistes. En 2015, la Fondation de la compagnie d'électricité portugaise, EDP, a acquis cette collection, «l’une des plus importantes collections d’art contemporain portugais de la dernière décennie du XXe siècle et de la première décennie du XXIe siècle». «Germinal», la première exposition sur la «Collection Pedro Cabrita Reis», a tout d’abord été présentée en 2018 à la Galerie municipale de Porto et fut suivie, durant la même année, de l’exposition organisée au MAAT - Musée d’Art, d’Architecture et de Technologie de Lisbonne, ayant réuni des œuvres de plus de trente artistes,.
En 2019, à l’invitation de la directrice du Musée Arpad Szenes - Vieira da Silva, Marina Bairrão Ruivo, Cabrita Reis a été conservateur de l’exposition « Metade do Céu » [La moitié du ciel], organisée en hommage aux 25 ans d’activité de l’institution, qui a rassemblé des œuvres de 60 femmes artistes.

## Documentaires
Deux documentaires ont été réalisés sur Pedro Cabrita Reis. Teresa Villaverde, réalisatrice portugaise a présenté le film «A Favor da Claridade» [En faveur de la clarté] dans le cadre de la 50e Biennale de Venise (2004) et Abílio Leitão (réalisateur) et Alexandre Melo ont produit «Pedro Cabrita Reis» (2012), une vue d’ensemble de son travail au long de 30 ans. Pedro Cabrita Reis a également participé à quelques films en tant qu’acteur (voir la filmographie).

## Démarche
Artiste complet, le travail de Pedro Cabrita Reis se caractérise par la diversité de ses créations. En effet, l’artiste explore autant les champs du dessin, de la peinture, de la photographie que de la sculpture et de l’installation. Minimalistes comme proches de l’arte povera, ses œuvres plutôt élémentaires et grossières sont variées mais se définissent néanmoins par une constante volonté de travailler à partir de matériaux bruts de récupération. En effet, il travaille à partir d’éléments industriels (câbles électriques, plaques de verre, néons, tubes d’acier, etc.), d’objets ordinaires (tables, chaises, portes etc.) ou encore à partir de matériaux de construction (bois, plâtre, peinture, etc.). Ainsi Pedro Cabrita Reis crée des œuvres abstraites à partir d’éléments usuels du quotidien qu’il nous invite à regarder autrement, soit plus loin qu'à la surface des choses.
Où finit le dessin, où commence la sculpture? Pedro Cabrita Reis est un artiste polyvalent, au sens global, mais c’est davantage au travers d’un processus pictural que l’artiste se définit lui-même: Je me considère comme un peintre, au sens classique du terme. J'ai toujours été peintre et c'est en tant que tel que je me positionne par rapport au monde, à ce que je fais et ce que je suis [...]. Je n’ai jamais fait que peindre, certaines œuvres étant légères et pouvant  être accrochées au mur, tandis que d'autres, plus lourdes, doivent reposer au sol et que d'autres encore occupent toute une pièce». Ses installations sont comme des peintures où les éléments sortiraient de la toile de manière matérielle et rationnelle, devenant alors bois, verre, porte, métal, câbles, etc. Par exemple, les halos de lumière créés par les néons industriels peuvent tout à fait être assimilés à des lignes que le crayon trace, non pas sur une feuille, mais dans un espace tridimensionnel, comme c’est le cas dans son œuvre intitulée Les Dormeurs, qui met en scène une dizaine de néons posés à même le sol ou suspendus et flottant dans les airs.
Pedro Cabrita Reis parle d’architecture en réalisant ses constructions de fortune, mais l’artiste fait cependant moins référence au bâti, raccourci rapide qu’il juge superficiel, qu’à la philosophie et à l’expérience du corps qu’il souhaite faire émerger. En effet, son travail est beaucoup plus intime, subjectif, poétique et mystérieux qu’il n’y parait. Pour lui, les fragments d’objets ou de matériaux qu’il investit dans ses œuvres ne suffisent pas pour dire qu’il fabrique de l'architecture. L’artiste explique alors que les éléments qu’il utilise sont davantage des supports de création, comme un peintre utiliserait une toile. Témoignant d’un discours philosophique et poétique très personnel, ses œuvres sont des tremplins à la réflexion et au recueillement.
Son travail soulève la question du lieu de l’art, ses réalisations étant étroitement liées aux espaces qu’elles investissent ou plutôt transforment, habitent, et avec lesquels elles dialoguent. Le spectateur est alors convié à faire l’expérience du lieu, pénétrant l’œuvre par le regard et le corps, dans un silence qui bien souvent l’accompagne. Pedro Cabrita Reis est constamment guidé par la volonté d’habiter l’espace. Ses œuvres nourrissent sa réflexion anthropologique sur l’homme dans son rapport à la nature et au monde, traitant principalement des thèmes de la maison et du territoire.

## Expositions individuelles (sélection)
- «Atelier», Mitra, Lisbonne, 2024
- «Wunderkammer», Buchmann Galerie, Berlin, 2024
- «Field», Église San Fantin, à l’occasion de la 59e Biennale de Venise, 2022
- «Les Trois Grâces», Louvre Tuileries, Paris, 2022
- «Cabrita – Cabinet d’amateur», CAC Malaga, Malaga, 2020[24]
- «A roving gaze», Serralves, Porto 2019
- «Work (always) in progress», CGAC, Saint Jacques de Compostelle 2019
- «Pedro Cabrita Reis», Mai 36 Galerie, Zurich 2019
- «Pedro Cabrita Reis - La Forêt (Marseille)», MUCEM, Marseille 2018[25]
- «Col-Lecció per Amor a L’Art. Ornament = Delicte?», Bombas Gens Centre d’Art, Valence 2017
- «Parcours», Art Basel, Münsterplatz, Bâle 2017
- «Das pequenas coisas», Atelier-Musée Júlio Pomar, Lisbonne 2017
- «Art Unlimited / Basel 2016», Halls Messe Basel, Hall 2.1, Bâle 2016
- «Show me your wound - TEFAF Maastricht», Maastricht Exhibition and Congress Centre (MECC) 2016
- «Fallen and Standing», Galerie Kewenig, Palma de Majorque, 2016
- «A casa de Coimbra - anozero’15 – um lance de dados, Biennale d’Art Contemporain de Coimbra», Sala da Cidade, Réfectoire du Couvent de Santa Cruz, Coimbra, 2015
- «La casa di Roma - L’Albero della Cuccagna», MAXXI – Museo Nazionale delle Arti del XXI secolo, Rome, 2015
- «Pedro Cabrita Reis», Konkrete Mehr Raum!, Osnabrück, 2015
- «Pedro Cabrita Reis», Kewenig Galerie, Berlin, 2015
- «A few drawings, a façade inside and a possible staircase», The Arts Club, Chicago, 2015[26]
- «Les lieux fragmentés», Hôtel des Arts, Toulon, 2015[27]
- «Herbarium (Madrid)», Galeria Juana de Aizpuru, Madrid, 2015
- «The Field», Peter Freeman Inc., New York, 2014
- «The London angles», Sprovieri Gallery, Londres, 2014
- «Fourteen paintings, the preacher and a broken line», The Power Plant, Toronto, 2014[28]
- «Alguns nomes», Galeria Mul.ti.plo, Rio de Janeiro, 2014
- «Lifted Gaze», De Vleeshal, Middelburg, 2014
- «A Remote Whisper», Palazzo Falier, Venise, 2013
- «States of Flux – Pedro Cabrita Reis», Tate Modern, Londres, 2011-2013
- «One after another, a few silent steps» (exposition itinérante), Hamburger Kunsthalle, Hambourg, 2009[29] - Carré D’Art, Nîmes, 2010 - Museum for Contemporary Art, Leuven, 2011 - Museu Colecção Berardo, Lisbonne, 2011
- «Deposição», Pinacothèque de Sao Paulo, 2010
- «La Línea del Volcán», Museo Tamayo, Ville de Mexico, 2009
- «Pedro Cabrita Reis», Fondazione Merz, Turin, 2008
- «True Gardens #6», Kunsthaus Graz, Graz, 2008
- «La ciudad de adentro», OPA, Guadalajara, 2007
- «Pedro Cabrita Reis», MACRO, Museo d'Arte Contemporanea, Rome, 2006
- «True Gardens #3 (Dijon)», FRAC Bourgogne, Dijon, 2004[30]
- «Stillness», Camden Arts Centre, Londres, 2004
- «Sometimes one can see the clouds passing by», Kunsthalle Berne, 2004

## Filmographie
- 1986 : Repórter X de José Nascimento
- 1988 : Tempos Difíceis de João Botelho
- 1994 : Três Irmãos de Teresa Villaverde
- 1994 : Três Palmeiras de João Botelho
- 2018 : Mar de Margarida Gil

## Sources
(février 2009).
- Pascale Le Thorel-Daviot, Dictionnaire des artistes contemporains, Paris, Larousse, 2004, 335 p. (ISBN 2-03-505413-3)
- Pedro Cabrita Reis passe-partout, par Safran, Yehuda E., Revue Prototypo,n° 5.- juin 2000 - P. 37-55, photogr.
- Dossier de Presse, Pedro Cabrita Reis - Carré d'Art, Musée d'art contemporain de Nîmes - Exposition du 10 novembre 2010 au 23 janvier 2011.
- Micro-narratives, tentation des petites réalités, Flammarion, 2008 - d'après l'exposition au Musée d'Art Moderne de Saint-Étienne du 7 mai au 21 septembre 2008.
- Pedro Cabrita Reis, œuvre blanche, par Sans Jérôme, Art Press, n°170, juin 1992.
- + de réalité, collectif, éditions Jannink, 2009
- Collection 1989/1999. Frac -Provence - Alpes - Côte d'Azur, édition 2000
- Pedro Cabrita Reis: One After Another, A Few Silent Steps, édité par le Carré d'Art - Musée d'art contemporain de Nîmes, Museu Colecção Berardo, Hamburger Kunsthalle, 2009